# باشگاه اسب پونی

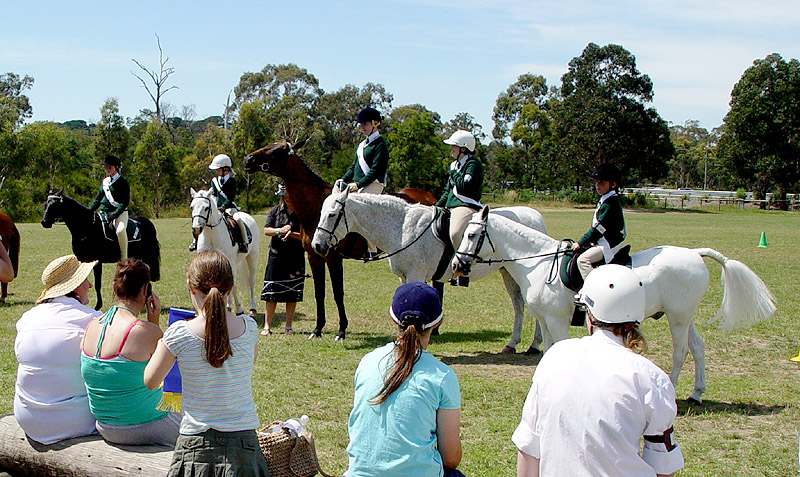
باشگاه اسب پونی

باشگاه اسب پونی (به انگلیسی: Pony Club) یا به عبارتی باشگاه اسب غیرمسابقه یک سازمان بین‌المللی اختصاصی جوانان برای آموزش اسب سواری و سوارکاری به آنان است. باشگاه‌های اسب پونی در بیش از ۳۰ کشور در سراسر جهان وجود دارد.